# What It Feels Like for a Girl
What It Feels Like for a Girl is een single van Madonna uit 2001, afkomstig van haar album Music. Het lied werd geschreven door Madonna, David Torn en Guy Sigsworth. Het werd geproduceerd door Madonna, Sigsworth en Mark Stent.

## Achtergrondinformatie
Een Spaanse versie van What It Feels Like for a Girl werd speciaal opgenomen voor de B-kant van de single. Lo Que Siente La Mujer werd later uitgebracht als een promo-single in Europa. Later kwam het terecht op een speciale tourversie van het album Music en op de Mexicaanse uitgave van dat album. Tijdens haar Drowned World Tour zong ze het lied live.
Van What It Feels Like for a Girl werd ook een maxi-single uitgebracht, met verschillende remixes. Een trance-versie van het trio Above & Beyond was erg populair in het uitgaansleven en de video ervan werd later tijdens ieder concert van de Drowned World Tour getoond.

## Videoclip
Het lied werd bekend door de videoclip, die in vele landen verboden was uit te zenden. De videoclip werd geregisseerd door Madonna's toenmalige echtgenoot Guy Ritchie. In de videoclip is de Above & Beyond-remix van What It Feels Like for a Girl te horen. In de clip verlaat een blonde Madonna haar huis om in haar sportwagen een oude vrouw op te halen. Madonna begaat daarna vele misdaden. Zo overvalt ze een man die geld aan het pinnen is, vuurt ze een waterpistool af op politieagenten en blaast ze een tankstation op. Uiteindelijk rijdt ze met volle snelheid in op een grote pilaar.
Critici vonden de videoclip te gewelddadig. Madonna verdedigde zichzelf door te zeggen dat mannelijke artiesten, met vaak nog gewelddadigere videoclips, er wel mee weg komen. Op de meeste Amerikaanse en Europese televisiestations werd de videoclip geweerd. In Nederland werd de clip wel uitgezonden door TMF, hetzij meestal 's avonds. Het weren van de videoclip zorgde voor veel discussie, omdat vele televisieshows die wel werden uitgezonden nog gewelddadiger waren. Oprah Winfrey stond wel achter de videoclip, en liet hem regelmatig uitzenden op haar vrouwenstation Oxygen Channel. Ook de website AOL zond hem gewoon uit. Later werd de clip wel uitgezonden op VH1, nadat er een censuur was toegepast. Madonna bracht wegens alle commotie een video- en dvd-single van What It feels Like for a Girl uit, die de best verkochte video-/dvd-single aller tijden werd.

## Trivia
- Oorspronkelijk zou het lied als tweede single uitgebracht worden, later werd dat Don't Tell Me.
- Het intro is afkomstig uit de film  The Cement Garden, en is gesproken door actrice en zangeres Charlotte Gainsbourg.